# Ophiocrossota
Genre
Ophiocrossota est un genre d'ophiures de la famille des Ophiuridae. 

## Liste d'espèces
Selon World Register of Marine Species (18 mars 2018) :
- Ophiocrossota baconi Blake & Allison, 1970 †
- Ophiocrossota kollembergorum Caviglia, Martínez & del Río, 2007 †
- Ophiocrossota multispina (Ljungman, 1867)
- Ophiocrossota oweni Blake, 1975 †